# Upper West
Upper West è il nome di un grattacielo della città tedesca di Berlino, sito nel quartiere di Charlottenburg nell'area della "City West".
Fu costruito dal 2013 al 2017 sull'area del demolito Schimmelpfeng-Haus su progetto dello studio KSP Jürgen Engel Architekten.
Immediatamente a nord dell'Upper West sorge il grattacielo Zoofenster, costruito nell'ambito dello stesso progetto urbanistico.